# Ain Saadeh
Ain Saadeh ou Ain Saadée (arabe : عين سعادة) est une banlieue pleine de colline de pins, au Nord-Est de la capitale du Liban Beyrouth.

## Situation géographique
Le village de Ain Saade est situé à environ 10 kilomètres au nord-est de Beyrouth à une altitude variant de 200 à 700 mètres. Il y a diverses routes pour atteindre Ain Saadeh :
- en venant de Mkalles - Mansourieh - Ain Saade ;
- en venant de Fanar - Ain Saade ;
- en venant de Nahr El Mawt, Roumieh - Ain Saade ;
- en venant de Ras el Matn – Ain Saade ;
- et finalement en venant de Broummana - Beit Mery - Ain Saade.

Les habitants de Ain Saadeh déplorent, depuis 2009, la frénésie incontrôlée de constructions civiles dans leur village, donnant lieu à une déforestation sans précédent de cette région, autrefois l'une des plus vertes et des plus agréables du Liban. Cette pratique est également la cause du flambement des prix de l'immobilier à Ain Saadeh, où l'on peut désormais trouver des terrains mis en vente à plusieurs milliers de dollars le mètre carré.

## Étymologie
Le nom Ain Saadeh provient de la nature printanière de la localité, et veut dire littéralement la source du bonheur.

## Familles célèbres
Voici une liste non exhaustive des familles de Ain Saadeh :
- Bou-Aoun
- Asmar
- Bou-Ghosn
- Chakhtoura
- Ibrahim
- Abi Haila
- Madi
- Raad

## Éducation
Ain Saadeh est réputé pour avoir de prestigieuses écoles privées :
- Collège Mont La Salle
- La Sagesse, École secondaire Marie Mère de la Sagesse (école catholique).
- Université Libanaise, Pavillon des sciences humaines et sociales
- Université Saint Joseph, Mar Roukouz
- Collège de Saints Cœurs, Ain Najem
- Fondation Al Kafaat
- Campus Libano-Européen de Technologie
- Collège du Rosaire
- Sainte Famille Française

## Activités et Sports
- OASIS du Mont La Salle[1]
- École Saint Joseph des beaux arts (près de Putt-Putt, sur la route principale d'Ain saadeh) : guitare, piano, violon, peinture.
- Centre Sportif Ain Saadeh (situé près de l'archevêché maronite de Beyrouth, bifurcation Royal Park Hotel - Rue Mgr Boulos Matar puis rue P. Boutros Houkayem) : basket, football, tennis, entraînement (Body Building), salle de gym, activités tout au long de l'année. Il a été fondé par la municipalité de Ain Saadeh sous la présidence de M. Antoine Bou Aoun.
- Tareq Club : Body Building
- Scoutisme : Scouts Maronite, Scouts Du Liban - Mont La Salle, Scouts des Cèdres

## Fédérations basées à Ain Saadeh
- Fédération Libanaise d'escrime
- Fédération Libanaise de Danse

## Églises et couvents
- Good Sheppard Convent (Al Rahi El Salleh)/ Couvent du Bon Pasteur
- Sainte Marie(El Sayde)
- Saydet el Bechara
- Saint Elie (Mar Elias)
- Sainte Rafka

## Restaurants et Café-Trottoirs
- L'Os Restaurant
- Al Kalaa Restaurant
- Nabaa El Saade Restaurant
- Restaurant Al Kafa'at
- Al Mawarde
- L'Arakier
- Soy Chinese Food

## Lieux d’hébergement / Hôtels / Appartements meublés
- Royal Park Hotel
- Résidence Del Sol